# Phetsarath Rattanavongsa
Phetsarath Rattanavongsa (parfois retranscrit sous les orthographes  Pethsarath ou Phetsarat, désigné également sous le titre de Chao Maha Oupparaj Phetsarath, ou Tiao Phetsarath), né le 19 janvier 1890 au Vang Na Palace, Ban Wat That à Luang Prabang, et mort au Xieng Keo Palace le 14 octobre 1959, était un prince (chao, ou tiao) et homme d'État laotien, fondateur en 1945 du Lao Issara, premier mouvement nationaliste et indépendantiste laotien. Il est le frère aîné de Souvanna Phouma et le demi-frère de Souphanouvong, beaucoup plus jeunes, et qui joueront également un rôle politique important.

## Formation et jeunesse
Fils du Prince Bounkhong, vice-roi de Luang Prabang, et de la princesse Thong dy, il étudie au Lycée Chasseloup Laubat à Saïgon, puis au Lycée Montaigne et à l'École coloniale à Paris. Il passe également une année à Oxford. Revenu au Laos en 1912, il épouse la Princesse Nhin Kham Venne.

## Dans l'administration coloniale avant 1940
À partir de 1914, il travaille comme conseiller et interprète auprès du résident supérieur français de Vientiane, et devient responsable des affaires indigènes en 1923. Il n'hérite pas du titre de vice-roi à la mort de son père en 1914, mais acquiert une autorité et une popularité qui le feront parfois surnommer « roi de Vientiane ». Cinquième dignitaire du royaume, il est élevé en 1931 à la dignité de Maha ouparat, c'est-à-dire vice-roi.
Il s'occupe de moderniser l'administration du royaume, ainsi que son système judiciaire civil et pénal. L'une de ses priorités est d'augmenter le nombre de fonctionnaires lao aux dépens de celui des Viêts. Il s'oppose également à l'immigration sans limite des Viêts et s'efforce de maintenir une identité lao spécifique à l'intérieur de l'Indochine française. Il encourage son secrétaire particulier Sila Viravong à réunir des textes lao pour la bibliothèque de la pagode Vat Chan. Beaucoup de ces textes avaient été retrouvés à la bibliothèque nationale de Bangkok.
En dépit des efforts du prince, le nombre de cadres lao intégrés dans l'administration française reste insuffisant. En 1937, la province de Luang Prabang mise à part, seulement 54 % des 286 postes de fonctionnaires de niveau moyen ou élevé sont occupés par des Lao.

## Seconde Guerre mondiale
En 1941, affaiblie par sa défaite en Europe, et à l'issue de la guerre franco-thaïlandaise, la France est obligée de céder la rive droite du Mekong à la Thaïlande. Pour compenser cette perte de territoire ressentie durement à Luang-Prabang, les Français élargissent les attributions du roi qui peut constituer un gouvernement, dont Phetsarath devient le premier ministre. S'il renonce à ses droits à la couronne, le titre de vice-roi, aboli en 1920, est par ailleurs restauré à son profit,.
Pour contrer la propagande thaïlandaise et japonaise, l'administration française vichyste soutient le développement de la culture laotienne, que la petite intelligentsia lao s'efforce de promouvoir autour de l'association Lao Nhay. Charles Rochet, directeur de l'éducation publique à Vientiane est particulièrement actif sur ce terrain, mais il s'oppose à Phetsarath lorsqu'il en vient à encourager l'écriture du lao avec des caractères latins, c'est-à-dire en  Quốc ngữ. Pour Phethsarath, l'identité culturelle et religieuse lao était inséparable de l'écriture, et Rochet doit abandonner son idée.
À la suite du coup de force du 9 mars par lequel les Japonais s'emparent directement de l'Indochine, et alors que le roi Sisavang Vong et le prince héritier proclament leur loyauté à la France, Phetsarath prend soin de ne pas s'opposer aux Japonais et profite de leur soutien à la fois pour préparer son pays à l'indépendance et pour s'opposer aux cadres annamites de l'administration qui revendiquent eux aussi l'appui nippon. En avril 1945, Phetsarath demeure chef du gouvernement lorsque les Japonais forcent le roi à proclamer l'indépendance du Laos.

## Première indépendance du Laos
Après la capitulation japonaise, le 14 août 1945, le Laos connait une période chaotique marquée notamment par l'irruption de troupes chinoises désignées par les Alliés pour recevoir la reddition des troupes japonaises. À Vientiane, il se forme autour de Pethsarath un groupe indépendantistes formés surtout de jeunes aristocrates et de notables. Le 27 août, à Vientiane, les Japonais remettent leurs armes à Phetsarath. Ce dernier, convaincu que les États-Unis soutiendront l'indépendance du Laos et que les Français ne reviendront pas, réaffirme le rejet du protectorat français et l'unité du Laos. Le 2 septembre, le colonel Imfeld, commissaire de la République française arrive à Luang Prabang à la tête d'un détachement militaire et demande au roi de démettre Phetsarath. Ce dernier rappelle du Viêt Nam son demi-frère Souphanouvong, qui vient de s'entretenir avec Hô Chi Minh : Souphanouvong l'informe alors de son projet de créer avec le Việt Minh un « bloc indochinois » contre le colonialisme. Phetsarath, qui n'avait pas été tenu au courant, refuse. Le 8 octobre 1945, Souphanouvong crée à Thakhek l'Armée de libération et de défense du Laos en même temps que le Comité Lao Issara (Laos libre) placé sous la présidence d'honneur de Phetsarath. Le 10 octobre, le message du roi destituant Pethsarath parvient à Vientiane. En riposte, le 12 octobre, une assemblée du "comité des représentants du peuple" désigne un gouvernement "Lao Issara" (Laos libre).
Les deux frères de Phetsarath Souvanna Phouma et Souphanouvong sont parmi les 10 membres du gouvernement. Quant à Pethsarath, le 20 octobre, il est proclamé chef de l'État lao (Pathet Lao) par une chambre des représentants qui destitue le roi,. Dans le même temps, et conformément aux accords alliés lors de la conférence de Potsdam, les troupes de la République de Chine commencent à investir le territoire laotien, évinçant les unités françaises qui tentaient de reprendre le contrôle du pays.
Si Pethsarath profite des évènements pour hâter l'indépendance de son pays, il semble ne pas éprouver de sentiments anti-français, malgré les pressions japonaises puis chinoises. À Vientiane, il empêche ses partisans de jeter au Mékong la statue d'Auguste Pavie (aujourd'hui à l'Ambassade de France). Surtout, il ne veut à aucun prix que la tutelle de la France sur son pays soit remplacée par une autre tutelle, ce qu'il exprime par une boutade : « Je suis trop vieux pour apprendre le Chinois ou l'Anglais ». Son but est avant tout de faire comprendre à la France que les temps ont changé.

## L'exil à Bangkok
En mars 1946, après un accord avec les Chinois les forces françaises commencent à réoccuper le Laos et prennent Vientiane le 24 avril, forçant le gouvernement Lao Issara, toujours dirigé par Phetsarath, à  partir en exil à Bangkok. Peu avant leur départ, les indépendantistes avaient renoué avec le roi Sisavang Vong, qui avait accepté de remonter sur le trône d'un Laos réunifié. Dès le départ du gouvernement Lao Issara, le roi décrète nuls et non avenues toutes les mesures prises depuis le 4 avril 1945.
Les exilés de Bangkok forment un groupe politiquement assez hétéroclite, comprenant notamment des communistes et des éléments de droite anticommunistes. Des négociations ont lieu avec la France et le Royaume du Laos, qui proclame une amnistie en échange de l'auto-dissolution du gouvernement en exil le 25 octobre 1949, auto-dissolution à laquelle Phetsarath était opposé. Le 9 novembre, des membres du gouvernement en exil, parmi lesquels Souvanna Phouma, rentrent à Vientiane. Souphanouvong, qui avait été démis de son poste peu avant l'auto-dissolution, refuse cependant d'abandonner la lutte. Phetsarath cesse ses activités, mais demeure en exil à Bangkok.
L'une des raisons expliquant la divergence entre Pethsarath et les autres exilés de Bangkok est qu'aux considérations politiques s'ajoutent des considérations personnelles: Pethsarath a été blessé par sa destitution par le roi, le 10 octobre 1945, confirmée par le fait que la constitution du 15 décembre 1946 ne prévoit pas la fonction de vice-roi pour le Laos associé à l'Union française.

## Retour au Laos
En l'absence de Phetsarath, aucune personnalité lao ne parvient à jouer le rôle charismatique qui a été celui de Sihanouk au Cambodge ou de Soekarno en Indonésie. En août 1950, Souphanouvong recrée le Pathet Lao avec le soutien du Việt Minh mais Phetsarath, s'il continue d'être considéré symboliquement comme le chef de l'État par les indépendantistes, ne joue plus aucun rôle réel alors que le Laos s'enfonce dans la guerre civile. 
Avec les Accords de Genève de juillet 1954, le Royaume du Laos devient pleinement indépendant. Les pourparlers entre le gouvernement royal et le Pathet Lao aboutissent à la création d'un gouvernement de coalition dirigé par Souvanna Phouma, et comptant les partisans de Souphanouvong. Rentré au Laos en mars 1957 après un exil volontaire de 10 ans, Phetsarath signe, en tant que chef honorifique du Pathet Lao, les accords avec son frère Souvanna Phouma. Il ne joue pratiquement plus aucun rôle concret, se contentant de soutenir la politique de neutralité du gouvernement et l'intégration du Pathet Lao. 
Phetsarath rend également visite au roi Sisavang Vong et se réconcilie avec lui. Le 14 octobre 1959, ou le 12e jour du 11e mois de l'année du cochon, alors que le Pathet Lao a à nouveau rompu avec le gouvernement royal, il meurt d'une hémorragie cérébrale, dans son palais de Xièng Kèo, deux semaines avant le souverain.

## Anecdotes
Le Prince Phetsarath aurait semble-t-il selon les légendes laotiennes le pouvoir d'éloigner les esprits malveillants, ou même avec une simple représentation de lui.
En effet, dans de nombreuses maisons laotiennes, les familles possèdent des portraits du prince et les accrochent au-dessus de leur porte d'entrée pour repousser les esprits malveillants de leurs demeures.